# Raven Saunders
Raven Saunders (Charleston, 15 de mayo de 1996) es una deportista estadounidense que compite en atletismo, especialista en el lanzamiento de peso.
Participó en dos Juegos Olímpicos de Verano, obteniendo una medalla de plata en Tokio 2020, en el lanzamiento de peso, y el quinto lugar en Río de Janeiro 2016, en la misma prueba.
Después de los Juegos de Río 2016 tuvo problemas psicológicos a causa de su orientación sexual, que se agravaron tras la lesión que sufrió en el Campeonato Mundial de 2017.
En marzo de 2023 fue sancionada con 18 meses de suspensión, con efectos retroactivos desde agosto de 2022, por saltarse tres controles antidopaje en un año.

## Palmarés internacional
| Juegos Olímpicos | Juegos Olímpicos | Juegos Olímpicos | Juegos Olímpicos |
| Año              | Lugar            | Medalla          | Prueba           |
| ---------------- | ---------------- | ---------------- | ---------------- |
| 2021             | Tokio (Japón)    | Medalla de plata | Peso             |